# Холодоагент
Холодоаге́нт або холод́ильний агéнт (англ. refrigerant) — робоча речовина холодильної машини, яка при кипінні або в процесі розширення забирає теплоту від охолоджуваного об'єкта і потім після стиснення передає її охолоджувальному середовищу (воді, повітрю тощо).
Холодоагент є окремим випадком теплоносія. Важливою відмінністю є використання теплоносіїв в одному і тому ж агрегатному стані, в той час, як холодоагенти зазвичай використовують фазовий перехід (кипіння й конденсацію).

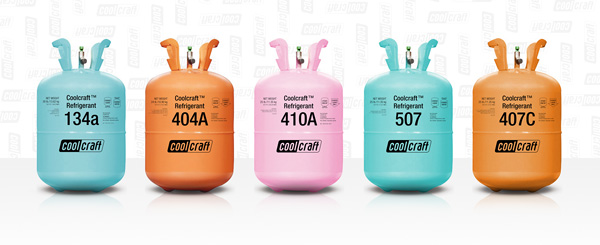
Балони з холодагентами: R-134A, R-404A, R-410A, R-507, R-407C

## Вимоги до холодоагентів
До холодильних агентів ставиться низка вимог. Вони повинні мати:
- низьку температуру кипіння при тиску вище від атмосферного (щоб уникнути підсмоктування повітря);
- помірний тиск і температуру конденсації;
- низьку температуру твердіння і високу критичну температуру;
- велику теплоту паротворення при малих питомих об'ємах пари;
- малу теплоємність;
- високу теплопровідність.

Крім того, бажано, щоб холодоагенти були вибухобезпечними, нетоксичними, негорючими, нейтральними до конструкційних матеріалів, інертними до мастила тощо.

## Класифікація
Залежно від температури кипіння при атмосферному тиску холодоагенти поділяють на 3 групи:
- високотемпературні (вище від -10 °С);
- помірні (у діапазоні -10…-50 °С);
- низькотемпературні (нижче від -50 °С).

Основними холодильними агентами переважно є аміак, фреони (хладони) і деякі вуглеводні.
Аміак належить до групи помірних холодоагентів. Перевагами аміаку є його низька вартість і високі теплофізичні показники. Недоліками є токсичність, вибухонебезпека. Аміак також є агресивним до деталей з міді та її сплавів.
Фреони в більшості випадків є нешкідливими і негорючими; налічується понад 50 різних фреонів та їх сумішей, що використовуються у всіх температурних групах. Найпоширенішими є фреон-12, фреон-22 (належать до помірних холодоагентів) і фреон-13 (низькотемпературний холодоагент).
Вуглеводні (етан, пропан, етилен) мають низьку температуру замерзання, але є вибухонебезпечними; застосовуються в великих і середніх холодильних установках в нафтохімічній і газовій промисловості.
В адсорбційних пароежекторних холодильних машинах і машинах, що працюють на водному розчині бромистого літію (бромистолітієвих) холодильним агентом слугує вода.
В холодильно-газових машинах як холодоагент в основному використовуються гелій, водень, азот або повітря.
Не слід плутати холодоагенти й кріоагенти. У кріоагентів температура кипіння є нижчою, також для холодоагентів ставляться вищі вимоги по взаємодії з оливами компресорів.
Кріоагент — речовина, що використовується як робоче тіло в кріогенних системах. Кріоагенти мають температуру кипіння нижчу від -120 °C. Це, переважно, чисті гази: гелій, азот, кисень, аргон й деякі вуглеводні (метан, етан).
Принциповою різницею у використанні холодильних агентів у вигляді азоту, гелію тощо є те, що рідина витрачається і випаровується (переважно, в атмосферу), тобто реалізується розімкнутий холодильний цикл. У холодильних машинах фреон чи аналогічний газ працює у замкнутому циклі, стискаючись за допомогою компресора, охолоджуючись в конденсаторі, розширюючись в дроселі або детандері, випаровуючись у випарнику

## Маркування
Маркування холодоагентів у форматі R-# було запропоноване компанією DuPont. Числа та літери, що записані на місці ідентифікаційного номера визначають молекулярну структуру холодоагента.
Граничні вуглеводні та їх галогенні похідні позначаються літерою R з трьома цифрами після неї, тобто у форматі R-xyz, де:
- x (сотні) дорівнює кількості атомів вуглецю, зменшеній на одиницю;
- y (десятки) дорівнює кількості атомів водню, збільшеній на одиницю;
- z (одиниці) дорівнює кількості атомів фтору.

Наприклад:
- Холодоагент R-134a має 2 атоми вуглецю, 2 атоми водню, 4 атоми фтору, а суфікс «a» вказує що це ізомер — тетрафторетан.
- Серії R-400, R-500 позначають суміші холодоагентів.
- Ізобутан має власне позначення як холодоагент R-600a і містить 0 атомів фтору, 10 атомів водню, 4 атоми вуглецю, а суфікс «a» вказує, що це ізомер.

Різним неорганічним сполукам присвоєна серія 700, й ідентифікаційний номер холодоагентів, що належать до цієї серії, визначається як сума числа 700 і молекулярної маси холодоагенту.
Наприклад, для аміаку, хімічна формула якого NH3, отримаємо 1×14+3×1+700 = 717. Таким чином його позначення буде: R-717.